# برند برانش
برند برانش (بالألمانية: Bernd Bransch)‏ مواليد 24 سبتمبر 1944 في هاله، ألمانيا النازية، هو لاعب كرة قدم ألماني دولي سابق كان يلعب كمدافع. سبق له أن لعب في كأس العالم لكرة القدم مع منتخب بلاده. فاز بميدالية أوليمبية في مسابقة كرة القدم.

## المسيرة الاحترافية

### أندية لعب لها
- كارل زايس يينا

## وصلات خارجية
- برند برانش على موقع الاتحاد الدولي (مؤرشف)  (الإنجليزية)
- برند برانش على موقع قاعدة بيانات كرة القدم.إي يو (الإنجليزية)
- برند برانش على موقع بيانات كرة القدم. دي إي (الألمانية)
- برند برانش على موقع ناشيونال فوتبول تيمز (الإنجليزية)
- برند برانش على موقع عالم كرة القدم.نت (الإنجليزية)
- برند برانش على موقع أوليمبيديا (الإنجليزية)